# Jean-Claude Guillebaud
Jean-Claude Guillebaud (Algiers, 1944) is een Frans journalist. Hij werkte voor Le Monde en is de medeoprichter van Reporters sans Frontières.
Twintig jaar lang was hij oorlogsreporter bij Le Monde. Nadien redacteur humane wetenschappen bij uitgeverij Seuil en columnist voor Le Nouvel Observateur.

## Werken
- Le commencement d'un monde, 2008
- Comment je suis redevenu chrétien, 2007
- La force de conviction: à quoi pouvons-nous croire?, Éditions du Seuil, 2005 ISBN 2-286-01245-8
- Le goût de l'avenir, Éditions du Seuil, 2003 ISBN 2-02-054761-9
- L'Esprit du lieu, Éditions Arléa, 2002
- Le principe d'humanité, Éditions du Seuil, 2001ISBN 2-02-047434-4
- La refondation du monde, Éditions du Seuil, 1999 ISBN 2-02-036134-5
- La tyrannie du plaisir, Éditions du Seuil, 1998 ISBN 2-02-028949-0
- La trahison des Lumières: enquête sur le désarroi contemporain, Éditions du Seuil, 1995 ISBN 2-02-023447-5
- Le voyage à Kéren, Arléa, 1988, prix Roger-Nimier ISBN 2-86959-027-X
- La Colline des Anges: Retour au Vietnam met Raymond Depardon, Seuil, 1993
- Un voyage en Océanie, Éditions du Seuil, 1980
- Un voyage vers l'Asie, Éditions du Seuil, 1980
- Les Années orphelines, 1968-1978, Éditions du Seuil, 1978
- Les Confettis de l'Empire, Éditions du Seuil, 1976
- Les jours terribles d'Israël, Éditions du Seuil, 1974
- Chaban-Delmas ou l'art d'être heureux en politique, Éditions Grasset, 1969